# Timbisha

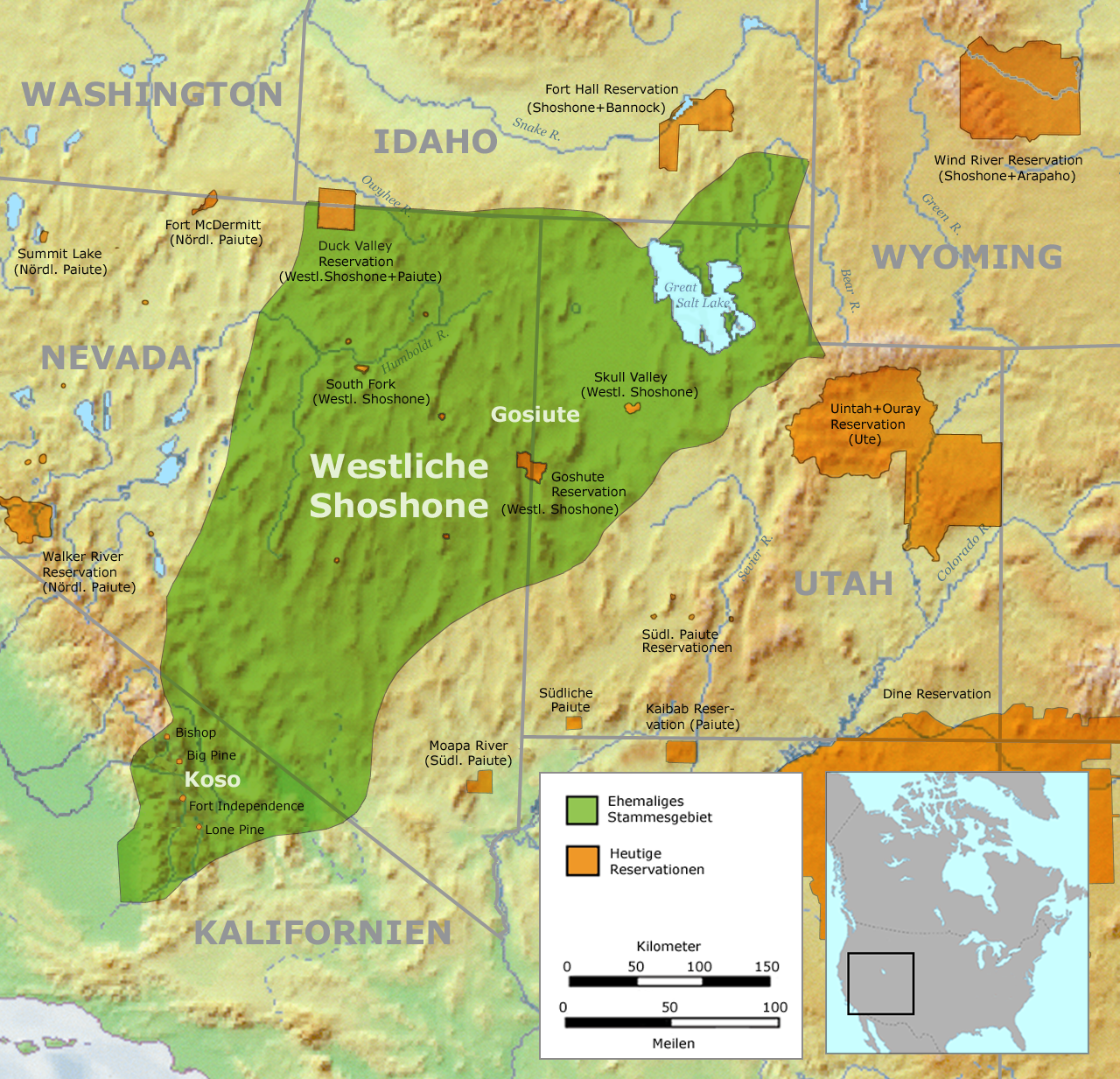
Ehemaliges Stammesgebiet der Timbisha und heutige Reservate in Kalifornien

Die Timbisha oder Tümpisa Shoshone werden meist kulturell zu den Westlichen Shoshone gezählt und zusammen mit den Gosiute als „Südliche Shoshone“ bezeichnet, obwohl sie sich als eigenständige Ethnie und nicht als „Shoshone“ identifizierten. Ihre Stammesgebiete im Grenzgebiet von Kalifornien und Nevada grenzten im Süden an die der Kawaiisu (im südlichen Death Valley) und der Chemehuevi, im Westen direkt an die der Tubatulabal, im Norden und Nordwesten an die der Östlichen und Westlichen Mono und Westlichen Shoshone. Kulturell zählten sie zum Kulturareal des Great Basin.
Die Timbisha waren auch als California Shoshone, Death Valley Shoshone, Panamint Shoshoni oder einfach Panamint bekannt. Die früher gebräuchliche Bezeichnung Coso, Koso, Koso Shoshone (wahrscheinlich eine Ableitung von Koosotsi – „Volk vom Gebiet der Coso Hot Springs“, dem Namen einer Lokalgruppe der Little Lake Band der Timbisha) wurde zugunsten von Timbisha ("rot wie ein Fels bemaltes Gesicht") fallen gelassen. Heute sind sie auf Bundesebene als Death Valley Timbisha Shoshone Band of California anerkannt.

## Sprache
Ihre Sprache – das Timbisha (vormals Panamint) oder Nümü nangkawih („Sprache des Volkes“) bzw. Sosoni nangkawih („Sprache der Shoshone“) – gehörte zusammen mit dem Shoshoni (Sosoni' da̲i̲gwape / Newe da̲i̲gwape) (mit vier Dialekten: Nördliches Shoshoni, Westliches Shoshoni, Gosiute und Östliches Shoshoni) und dem Comanche (Nʉmʉ Tekwapʉ̲) zu den Zentralen Numic-Sprachen. Sie wird nur noch von etwa 20 älteren Menschen beherrscht, monolinguale Sprecher gibt es nicht mehr.

## Stammesgebiet und Distrikte / Bands
Das Territorium der Timbisha umfasste Teile der heutigen Inyo, Kern, San Bernardino und Mono Counties in Kalifornien sowie der Nye, Mineral und Esmeralda Counties in Nevada. Heute befinden sich große Teile ihres ehemaligen Stammesterritoriums im Death-Valley-Nationalpark. Die Timbisha bezeichneten ihr traditionelles Territorium als Tüpippüh ("unsere Heimat").
Die Timbisha nannten sich selbst Nümü Tümpisattsi („Death Valley Volk“; wörtlich: „Menschen vom Ort der roten Ockerfarbe“), nach der Ortsbezeichnung für das Death Valley, das nach einer wichtigen Quelle für rote Ockerfarbe benannt wurde. Diese kann aus einer Tonart hergestellt werden, die im Golden Valley etwas südlich vom heutigen CPD Furnace Creek, Kalifornien, gefunden wurde und als "Tümpisa", Tümpisakka, Tümpisakkatün" („Felsen-roter Ocker-(Gesichts-)Farbe“, abgel. von tün/tümpin – „Felsen/Stein“ + pisappüh/pisappin – „roter Ocker/rote (Gesichts-)Farbe“ + Lokativpostposition -ka – „an/auf“ + Nominalisierungssuffix – tün) bekannt ist. Manchmal bezeichneten sie sich auch nach einer wichtigen Nahrungsquelle als Tsakwatan Tükkatün („Chuckwallas Esser“), eigentlich ein pejorativer Begriff, der eine Lehnübersetzung vom Volk der Mono für die Timbisha ist. Oft jedoch nannten sie sich wie viele indigene Gruppen auch einfach Nümü („Person“ oder „Volk“).
Der Anthropologe Julian Steward identifizierte vier „Distrikte (Bezirke)“ – Little Lake, Saline Valley, Panamint
Valley und Death Valley – die von einer Band (Gruppe) (süüpantün) bewohnt wurde, die jeweils von einem Häuptling (pokwinapi) geführt wurde und aus mehreren Familiengruppen (nanümü, Plural: nanümüppü) bestanden, die traditionell durch wirtschaftliche und verwandtschaftliche Beziehungen miteinander verbunden waren. Die „Distrikte (Bezirke)“ wurden üblicherweise nach dem wichtigsten Dorf (katükkatün) benannt, das das Gebiet charakterisierte (kantün – „besitzend, charakterisiert durch [ein besonderes Dorf]“) – auch die Bands wurden nach dem Dorf benannt, das sie bewohnten (-tsi – „Leute eines solchen Ortes“). Daher wurden die im Dorf namens Ko'on lebenden Familiengruppen als Ko'ontsi („Menschen/Volk vom Dorf Ko'on“) bezeichnet und ihr „Distrikt (Bezirk)“ hieß daher Ko'ongkatün (Ko'on + kantün – „besitzend, charakterisiert durch das Dorf Ko'on“, d. h. „Saline Valley Volk“).
Vermutlich leitet sich die vormals übliche Bezeichnung als Coso, Koso, Koso Shoshone für sowohl die Timbisha als auch für die ebenfalls als „Coso“ bezeichnete Gruppe der Nördlichen Paiute (denen die berühmten Petroglyphen im Death Valley zugeschrieben werden) von Koosotsi („Volk vom Gebiet der Coso Hot Springs“), dem Namen einer Lokalgruppe der „Little Lake Band“ der Timbisha ab, deren Gebiet die höchste Bevölkerungszahl aufwies.

Little Lake Distrikt (Heimat der südwestlichen und bevölkerungsreichsten Timbisha Band)
- „Little Lake Band“ bzw. „Papunna/Pupunna Band“ ("Pool, Teich, d. h. kleiner See", mit einigen Lokalgruppen, die in Indian Gardens, Coso Hot Springs, der Coso Range (unmittelbar südlich des Pattsiatta – „Kali, Soda“ genannten Owens Lake), einschließlich der Upper Centennial Springs (Tsianapatün) und Lower Centennial Springs (Tsiapaikwasi) sowie an Quellen südlich der Stadt Darwin (Tawinni) und in der Argus Range (Tüntapun) lebten, der größte Teil ihres Territoriums wurde von der Naval Air Weapons Station China Lake übernommen)[3]
  - Kuhwitsi („Volk vom Little Lake Gebiet“)
  - Koosotsi oder Muattantsi („Volk vom Gebiet der Coso Hot Springs-Gebiet“, diese traditionelle kulturelle und rituelle Heilstätte war entweder als Kooso oder Muattan(g Ka) bekannt)
  - Pakkwasitsi („Volk von Pakkwasi, d. h. Olancha-Gebiet“, südlich des Owens Lake)

Saline Valley Distrikt (Heimat der nordwestlichen Timbisha Band)
- „Saline Valley Band“ bzw. „Ko'ongkatün Band“ (mit einigen Lokalgruppen von den Inyo Mountains (Nününoppüh) im Westen bis zum Saline Valley, der Saline Range, dem Eureka Valley, der Nelson Range und der Last Chance Range im Osten)
  - Ko'ontsi („Volk vom Dorf Ko'on“ bzw. „Volk von Ko'ongkatün, d. h. vom Gebiet das durch das Dorf Ko'on charakterisiert wird“ bzw. „Saline Valley Volk“, benannt nach dem Dorf Ko'on im Nordwesten des Death Valley)
  - Pawüntsitsi („Volk von Pawü(n)tsi, d. h. Hochland zwischen den Saline und Eureka Valleys“, mit der wichtigen Wasserquelle Wongko Paa, d. h. der Waucoba-Quelle im Waucoba-Berg (Wongkotoya(pi) – „Berg mit viel Kiefer (Hochholz)“) nordwestlich des Saline Valleys, die auch als Isam Paa bekannt ist.)
  - Siikaitsi oder Siikai Nümü („Volk von Siikai, d. h. vom Hunter Mountain in den Cottonwood Mountains“)
  - Tuhutsi („Volk von Tuhu, d. h. aus dem Goldbelt Spring-Gebiet im Cottonwood Canyon Hochland“)
  - Napatüntsi („Volk von Napatün, d. h. Cottonwood-Canyon-Gebiet westlich des Death Valley“)

Panamint Valley Distrikt (Heimat der zentralen/mittleren Timbisha Band)
- „Panamint Valley Band“ bzw. „Haüttangkatün Nookompin Band“ (mit einigen Lokalgruppen im Panamint Valley nördlich der Stadt Ballarat, Kalifornien, ostwärts bis zur Panamint Range)
  - Haüttantsi („Volk vom Dorf Haüttan“ bzw. „Volk von Haüttangkatün, d. h. vom Gebiet das durch das Dorf Haüttan charakterisiert wird“, somit im Warm Springs und Indian Ranch Gebiet des Panamint Valley)
  - Kaikottantsi („Volk von Kaikottin, d. h. der Panamint Range“)
  - Siümpüttsi („Volk von Siümpüttsi, d. h. vom Telescope Peak“, der Telescope Peak auch als Mukutoya bekannt ist der höchste Berg der Panamint Range)
  - Süünapatüntsi („Volk von Süünapatün, d. h. dem Wild Rose Canyon im Panamint Valley“, mit der wichtigen Quelle namens Kantapettsi)
  - Omatsi („Volk von Omakatün, d. h. dem Gebiet um Trona im Searles Valley“)

Death Valley Distrikt (Heimat der östlichen Timbisha Band, die das geographisch größte Gebiet bewohnte)
- „Death Valley Band“ bzw. „Tümpisakka(tün) Band“ (mit einigen Lokalgruppen vom Death Valley nördlich der Siedlung Furnace Creek westlich bis zu den Funeral Mountains und der Amargosa Range und dem Amargosa Valley um Beatty sowie nordwestlich bis zu den Grapevine Mountains)
  - Tümpisattsi („Volk von Tümpisakkatün“ bzw. „Volk vom Ort der roten Ockerfarbe“, nördlich der heutigen Stadt Furnace Creek im Death Valley; Harold Driver's ″tu'mbica″)
  - Naitipanittsi („Volk von Naitipani, d. h. Lida Springs, Nevada“)
  - Koa Panawe („Volk von Koa, d. h. Silver Peak Range“ in der Nähe der heutigen Geisterstadt Lida, gemischte Timbisha-Nördliche Paiute Band)
  - Ohyüttsi („Volk von Ohyü", d. h. Mesquite Flats nördlich von Stovepipe Wells (Tukummuttun, früher Surveyors Well genannt)“ im nördlichen Death Valley; Harold Driver's ″o'hya″)
  - Maahunuttsi („Volk von Maahunu, d. h. aus dem Grapevine Canyon“)
  - Okwakaittsi („Volk von Okwakai, d. h. aus dem Grapevine Mountains-Gebiet“)[4]

## Geschichte
Ursprünglich lebten sie nomadisierend zwischen den Panamint Mountains, dem Owens Lake und dem Amargosa River. Die ersten Weißen betraten 1849 das Death Valley. 1855 vermaß von Schmidt das Land. Fünf Jahre später wurde in den Coso Mountains Gold entdeckt, 1882 begann der Abbau von Borax. Damit veränderten sich die Lebensbedingungen der Timbisha. Kiefern und Mesquite-Sträucher wurden abgeholzt, an den wichtigen Quellen siedelten sich Weiße an. In den 1860er Jahren gab es deshalb wiederholt Kämpfe zwischen Koso und weißen Siedlern mit mehreren Toten. Dies und interne Konflikte führten im 19. Jahrhundert zu territorialen Veränderungen unter den indianischen Stämmen; die Timbisha nutzten gemeinsam mit den Serrano und Kawaiisu das Gebiet um die Granite und Providence Mountains. Sie zogen auch in die Umgebung der schnell errichteten und wieder verlassenen Goldgräberstädte, in denen sie als Bergarbeiter, Holzfäller, Wäscher und Lastenträger arbeiteten. Einige suchten erfolgreich nach Gold und Silber. 1883 stieß Henshaw in einer dieser Städte, Darwin, auf einige Timbisha, nach deren mündlicher Auskunft sollen sie damals 150 Personen gezählt haben. 1912 richtete das Bureau of Indian Affairs auf Order von Präsident Theodore Roosevelt vier Indianerreservate im Death Valley ein, die jedoch zum Aufbau einer eigenständigen Wirtschaft zu klein waren: Lone Pine, Big Pine, Fort Independence und Bishop. Die meisten Timbisha verblieben nomadisierend auf dem Land des Bureau of Land Management an der Grenze zwischen Kalifornien und Nevada. 1933 wurde das Death Valley zum Nationalpark erklärt. Die Nationalparkbehörde erbaute 1936 ein Dorf für die Timbisha in Furnace Creek, das später vergrößert wurde und heute 50–60 Einwohner hat. 1983 wurden sie unter dem Namen Timbisha Shoshone mit einer Zahl von 300 Personen als Besitzer des Landes eingetragen. Sie waren aber weiterhin ein landloser Stamm. Das änderte sich erst am 1. November 2000, als der Timbisha Homeland Act ihnen 7.700 acres überwiegend im Gebiet der Gemeinde Lida, Nevada, gelegenes Land zusprach, mit der Einschränkung, dass Bergbaugesellschaften auf dem Gebiet Schürfrechte gewährt werden müssen. Dies ist das erste Indianerreservat auf dem Gebiet eines Nationalparks.

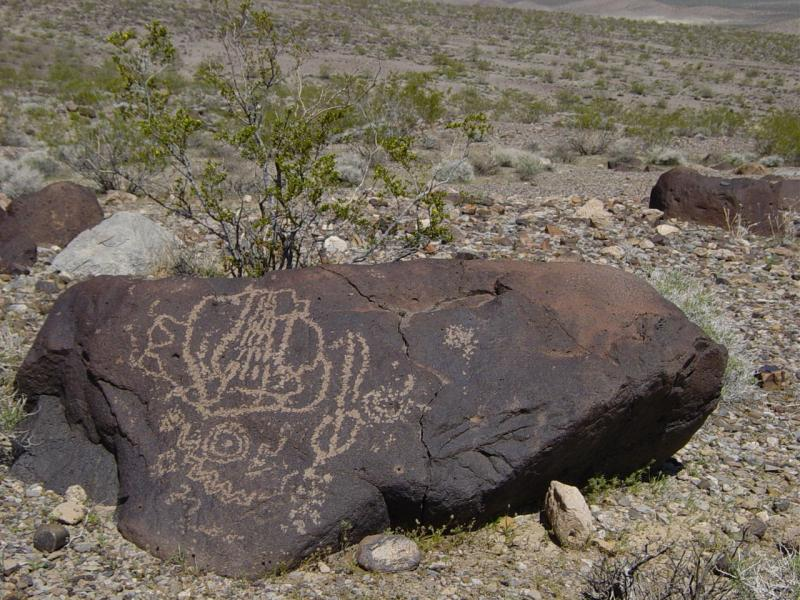
Petroglyphen im Koso-Gebiet

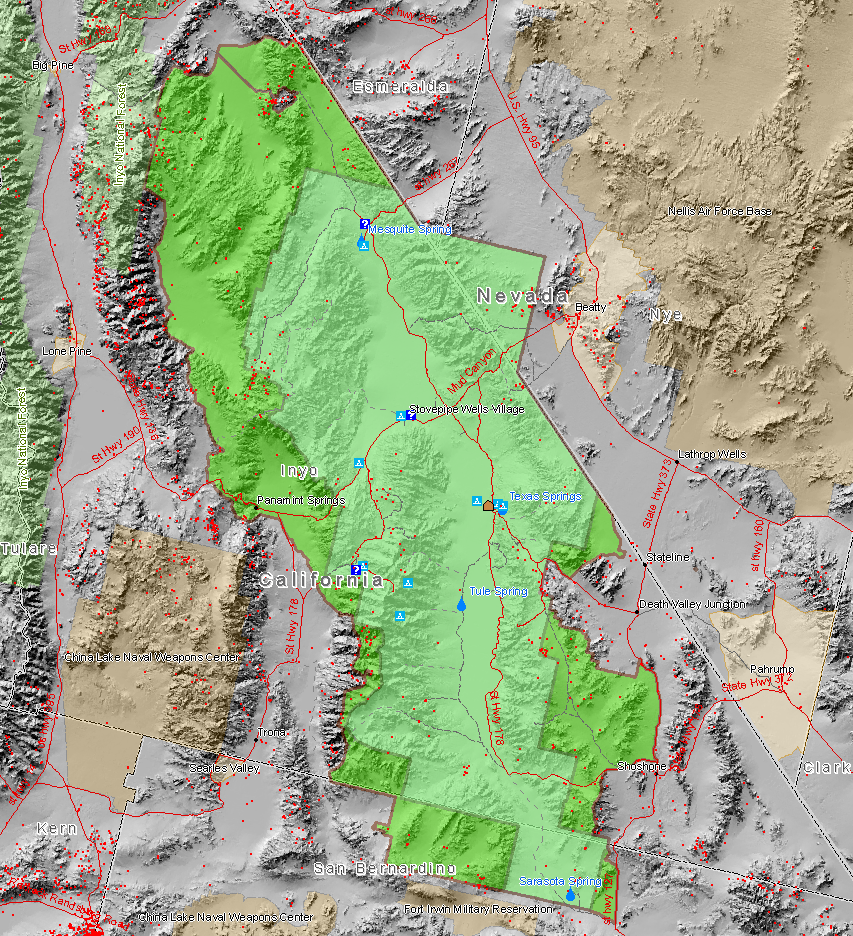
Death-Valley-Nationalpark: Die Koso leben zwischen Panamint Springs und Beatty

## Kultur und Lebensweise
Die Timbisha lebten als nomadisierende Jäger und Sammler. Sie legten zu bestimmten Jahreszeiten, Sommer oder Winter, feste Siedlungsplätze und Vorratslager an. Diese befanden sich meist in Wassernähe und am Rand von Busch- oder Waldland. Die Timbisha sammelten Wurzeln, Nüsse und Samen und Mesquite-Bohnen (nutzten diese roh oder zu Mehl verarbeitet), wildem Spinat und Kohl, zudem ernährten sie sich von Chuckwallas (eine Art Leguan, der nach Hähnchenfleisch schmeckt), Schlangen, Kaninchen, Wildhirschen, Vögeln, Reptilien und Insekten. Während der Sommerhitze (bis zu 50 °C im Schatten) suchten sie die naheliegende Panamint Range auf und ernteten Pinyon-Nüsse von den Kiefern und sammelten Beeren, Kräuter und Wurzeln. Mit dem Wasser aus den wenigen Quellen wurde umsichtig umgegangen. Sie entwickelten handwerkliche Meisterschaft im Flechten von Körben, die so dicht geflochten wurden, dass man darin Wasser transportieren konnte. Die Korbflechtkunst wird von einigen Timbisha heute noch gepflegt. Sie orientierten sich an Plätzen und topographischen Punkten, die sie in bird songs besangen. So wurden regelrechte "mündliche Landkarten" überliefert. Sie verehrten Petroglyphen, die sie als Zeichen überirdischer Hilfe für ihre Schamanen ansahen, auch Quellen, denen eine heilende Wirkung zugeschrieben wurde, waren ihnen heilig. In ihren Mythen spielte der Kojote eine wichtige Rolle.

### Schöpfungsmythos der Timbisha
Der Kojote traf jeden Tag ein schönes Mädchen, das bei seiner Mutter lebte. Er verliebte sich in sie. Die Mutter bat das Mädchen, den Kojoten nach Hause zu bringen, damit er für sie jagen konnte. Eines Tages sagte sie zu ihm: „Komm mit, aber laß mich ein Stück vorgehen.“ Sie ging ein Stück nach Osten und blieb stehen. Als Kojote zu ihr kam, sagte er: "Hier ist es". Sie sagte: "Nein, wir müssen weiter" und ging vor. Als er sie das nächste Mal erreichte und ihr Avancen machte, wiederholte sich das Spiel. So kamen sie nach und nach über ein hohes Gebirge zum Haus des Mädchens und seiner Mutter. Die Mutter bereitete ihnen ein gutes Abendessen und bat ihre Tochter und Kojote, sich ein gemeinsames Bett vor dem Haus herzurichten. Es geschah jedoch nicht, was Kojote erwartete, und er war frustriert. Am nächsten Morgen bat ihn die Mutter, ihre Pfeile zu nehmen und Enten zu schießen. Er tat, wie ihm befohlen, Mutter und Tochter aßen die Enten auf und Kojote sah zu. In der nächsten Nacht wurden seine Avancen wieder abgewiesen. Am nächsten Morgen bat ihn die Mutter, Schafe zu erlegen. Er ging in die Berge, erlegte ein Schaf, schlachtete und zerteilte es und behielt den kräftigen Nacken für sich. Dann brachte er das geschlachtete Schaf zur Hütte der beiden Frauen. Die Mutter fragte ihn: "Wo ist der Nacken?" Kojote sagte, er habe ihn weggeworfen. Mutter und Tochter kochten und aßen das Fleisch, und als sie mit dem Essen fertig waren, war es dunkel. Kojote und die Tochter schliefen wieder gemeinsam vor der Hütte. Kojote holte den Nacken des Schafs aus dem Versteck und war diesmal bei der schönen Tochter und ihrer Mutter erfolgreich. Er lebte mit den beiden zusammen und jagte für sie Schafe und Enten. Eines Tages flocht die Mutter einen großen Korb, um Wasser zu holen. Sie sagte zu Kojote: „Du mußt jetzt gehen. Nimm den Korb mit und öffne ihn erst, wenn Du in der Mitte des Landes bist, aber nicht eher“. Kojote ging mit dem Korb auf dem Rücken los. Weil der Korb ihm aber zu schwer war, beschloss er im Saline Valley, ihn zu öffnen. Er hämmerte den Verschluss mit einem Stein auf. Sofort sprangen gutaussehende junge Männer und Frauen heraus. Das waren die Timbisha. Als nur noch wenige Leute im Korb waren, verschloss Kojote ihn wieder und ging in sein Heimatland. Auf halbem Weg, am Owens River, setzte er den Korb wieder ab und öffnete ihn erneut. Diesmal kamen alte und unscheinbare Leute heraus: die Owens Valley Paiute (Östliche Mono), der Nachbarstamm der Timbisha. Dann warf Kojote den Korb weg. So entstanden Männer und Frauen.

## Demographie
| Jahr | Quelle  | Zahl |
| ---- | ------- | ---- |
| 1700 | NAHDB   | 150  |
| 1800 | NAHDB   | 150  |
| 1883 | Kroeber | 150  |
| 1891 | Kroeber | 100  |
| 1900 | NAHDB   | 100  |
| 2000 | NAHDB   | 100  |

NAHDB: Native American Historical Data Base. Alle Zahlen sind Schätzungen.